# Dąbrowice (gmina)
Pour les articles homonymes, voir Dąbrowice.
Dąbrowice est une gmina (commune) rurale (gmina wiejska) du powiat de Kutno, dans la Voïvodie de Łódź, dans le centre de la Pologne.
Son siège administratif (chef-lieu) est le village de Dąbrowice, qui se situe environ 22 kilomètres (km) au nord-ouest de Kutno (siège du powiat) et 65 kilomètres au nord-ouest de la capitale régionale Łódź (capitale de la voïvodie).
La gmina couvre une superficie de 46,15 km2 pour une population de 2 039 habitants en 2007.

## Histoire
De 1975 à 1998, la gmina est attachée administrativement à la voïvodie de Płock.

Depuis 1999, elle fait partie de la voïvodie de Łódź.

## Géographie
La gmina inclut les villages et localités de :
- Augustopol
- Baby
- Baby-Towarzystwo
- Cieleburzyna
- Dąbrowice
- Działy
- Dzięgost
- Iwiny
- Liliopol
- Łojewka
- Majdany
- Mariopol
- Ostrówki
- Piotrowo
- Rozopol
- Witawa
- Żakowiec
- Zgórze

### Gminy voisines
La gmina de Dąbrowice est voisine des gminy suivantes :
- Chodecz
- Chodów
- Krośniewice
- Nowe Ostrowy
- Przedecz

## Structure du terrain
D'après les données de 2007, la superficie de la commune de Dąbrowice est de 46,15 kilomètres carrés, répartis comme telle :
- terres agricoles : 94 %
- forêts : 0 %

La commune représente 5,20 % de la superficie du powiat.

## Démographie
Données du 31 décembre 2007 :
| Description        | Total  | Total | Femmes | Femmes | Hommes | Hommes |
| ------------------ | ------ | ----- | ------ | ------ | ------ | ------ |
| Unité              | Nombre | %     | Nombre | %      | Nombre | %      |
| Population         | 1 943  | 100   | 1 013  | 52,1   | 930    | 47,9   |
| Densité (hab./km²) | 42     | 42    | 22     | 22     | 20,2   | 20,2   |